# Abdul Lahij Ahmed
Abdul Lahij Ahmed (arab. ‏عبد الله الحاج احمد‎; ur. ?) – somalijski lekkoatleta.
Brał udział w maratonie na Letnich Igrzyskach Olimpijskich 1984, gdzie zajął 73. miejsce.